# ジ・エンブリオン
ジ・エンブリオン（THE EMBRYON）は、タイトーのコンピューターゲーム『Gダライアス』に登場する架空の宇宙戦艦。

## シーマの源
『Gダライアス』世界の敵はベルサー軍ではなく、金属生命体シーマ（THIIMA）であり、本艦はその中核というべきものである。
コードネームはクリオネだが、”聖なる母胎”という名称の通り、大小全てのあらゆるシーマの個体を生みだす母胎であり、統括するシステムともいえる。
タイトル画面のタイトルロゴにも一瞬だけ登場するなど、「生命（いのち）の誕生（はじまり）」というゲームテーマを含めたあらゆる点でGダライアスを象徴するキャラクターであるといえる。
シーマの目的は宇宙の平和を護る事であるといわれており、戦時中に宇宙を破壊する力を持つA.N（ALL NOTHING）システムを開発し、それによって星を破壊するまでに拡大したアムネリアの力を封じる為に狙いを付けた事が、Gダライアスの物語の幕開けの一つになっている。アムネリア25世は未来透視能力によって、そのシーマのアムネリアへの襲来を予言している。

## 能力
最終ゾーンνで待ち受けており、上Yの体色が青で、下Zが赤。
中枢のコアからホタルイカモデルの小型敵であるヤッターやソリドミサイル等の様々な物体を生みだし、果てはステージ1のボスであるエクリプスアイの簡易型すらもたやすく造り出す能力からも、まさに万能とも思える力を伺わせる。
メカでできた頭部（アタックヘッド）とコア及びコア周辺に3つあるニードルビットから、様々な攻撃を繰り出してくる。体を様々な形態に変化させることも可能。作中では基本形態・正八面体・飛行形態の3種類に変化し、飛行形態はYエリアがウキマイマイ、Zエリアがウキヅノガイをそれぞれモチーフとしている。
頭部からフェザー弾、エネルギー弾、スパイラルビーム、βビームを撃つ。頭部は破壊可能だが、本体コアを破壊しない限りいくらでも再生する。
コアからはエクリプスアイの不完全体の他、アイファザー・プラス、レフナイトを放出し、デルタシール、フェザー弾、ホーミングレーザー、スプレイガン、ナパーム弾、タリウ、ヤッター、βビームを放つ。
デルタシールはシルバーホークを三角状に囲うビームであり、それはアームダメージを受けないものの回避は不能。囲われたらショットで破壊することはできるものの、拘束中はコアに引き寄せられる上動きが鈍くなる。
ニードルビットからはフェザー弾とツインレーザーを連射してくる。
頭部とコア、ニードルビット以外の本体に当たり判定はないものの、それらのダブルでの攻撃もあり、その攻撃の多彩さと激しさは苦戦を余儀なくされる。

## ダライアス星誕生
苦闘の末にジ・エンブリオンのコアを破壊すると、ジ・エンブリオンのボディが膨張して制御が効かなくなり、シルバーホークもろとも周囲の空間を呑み込んでしまう。その際呑み込まれたシルバーホーク内に秘められたA.Nシステムも暴走し、その悪魔の力がジ・エンブリオンの命を生み出す聖なる力とぶつかり合うが、次第にA.Nの力のほうが上回っていく。
だが、その力の衝突により塵となって崩れゆく2人の若きシルバーホークパイロット、サムラック・ライダとルティア・フィーンの想いが聖なる力を増幅して悪魔の力を抑えつけ、ついには取り込んでいく。2人が熱い抱擁を重ねて消え去った後、増幅された聖なる力は宇宙に一つの星の誕生をもたらした。その星こそダライアス星であり、後の時代にも伝えられる伝説となった。
スタッフの雑誌などでの発言から、このエンディングは公式におけるGダライアスの正史とされている。

## ベルサー軍誕生の土台
シーマの目的は宇宙の秩序を護る事であったが、それが別の混沌と破壊をもたらすという皮肉を込めたエンディングも存在する。
シーマ最強戦艦の一つであるG.T.（ジー・ティー.）は、苦闘の末にシルバーホークに倒されるが、その残骸がベルサー星人に拾われベルサー軍誕生の基になってしまったという結果をもたらし、シーマのテクノロジーがベルサー軍に利用されていった事になる。
G.T.（ジー・ティー.）の残骸でベルサー軍が生まれ、後述する『ダライアスバースト』でも語られる宇宙の戦乱をもジ・エンブリオンは生み出す母胎となってしまったともいえよう。

## ダライアスバースト
PSPのダライアスバーストでは実際に戦うことはないものの、Jゾーンエンディングではシーマの中核であるジ・エンブリオンが姿を見せる。
ベルサー軍撃退の為の力を振るいついには撃退した人類だったが、宇宙を破壊しうる力を使用した事で、宇宙の秩序を守ろうとするシーマを呼び出す事になってしまう。
ベルサーとの戦いで力を使い切っていた人類にはシーマと戦う力は残されてないとして、レジェンドシルバーホークバーストのパイロットであり、シーマと同様に亜空間ネットワーク上に知性を持つTi2がシーマを止めるため、ネクストシルバーホークバースト操縦者のリーガの制止を振り切って、愛する人類を救うためにシーマとの対話に向かって消えていく結末を迎えている。

## アジュールナイトメア（AZURE NIGHTMARE）
『ダライアスバースト クロニクルセイバーズ』に登場する。モチーフはクリオネと同じウミウシの仲間であるアオミノウミウシで、ボディの色もモチーフ生物と同じ青色。
本作に登場する巨大戦艦で唯一ベルサーの戦力ではないことが示唆されている。また、中央部は不可視であり、耐久力が削れた際の色変化もない。
棘状になっているヒレからロングレーザーとホーミングミサイルにバーストビームを放ち、レーザー攻撃時には時計回り（または反時計回り）に回転しながらレーザーで相手を囲っていく攻撃を行う。後ろヒレからはホーミングレーザーを撃つ。高速回転しながら縮小と拡大を繰り返し、尾の先端からはサウザンドエッジのようなビッグレーザー、更にヒレの基部からは耐久力が非常に高く、バースト攻撃を受けると撃ち返し追尾弾を放ってくるエネルギーボール「バーストイーター」といった厄介な攻撃をしてくる。また、口からはドレッドフルウィップが放つような誘導式の光弾を撃つ。
亜種戦艦としてクリムゾンナイトメア（CRIMSON NIGHTMARE）も登場。こちらは名前通り機体カラーが赤色で、回転しながら鰭から破裂弾やホーミングレーザーを放つなど攻撃パターンが一部変わっている。なお、この種の中央部にはレジェンドシルバーホークバーストの機体が取り込まれている事が戦闘に入る前に確認でき、鰭の形状もバーストユニットを模したものに変化している。